# Напука
Напука (фр. Napuka) — небольшой атолл в северо-восточной части Туамоту (Французская Полинезия).

## География

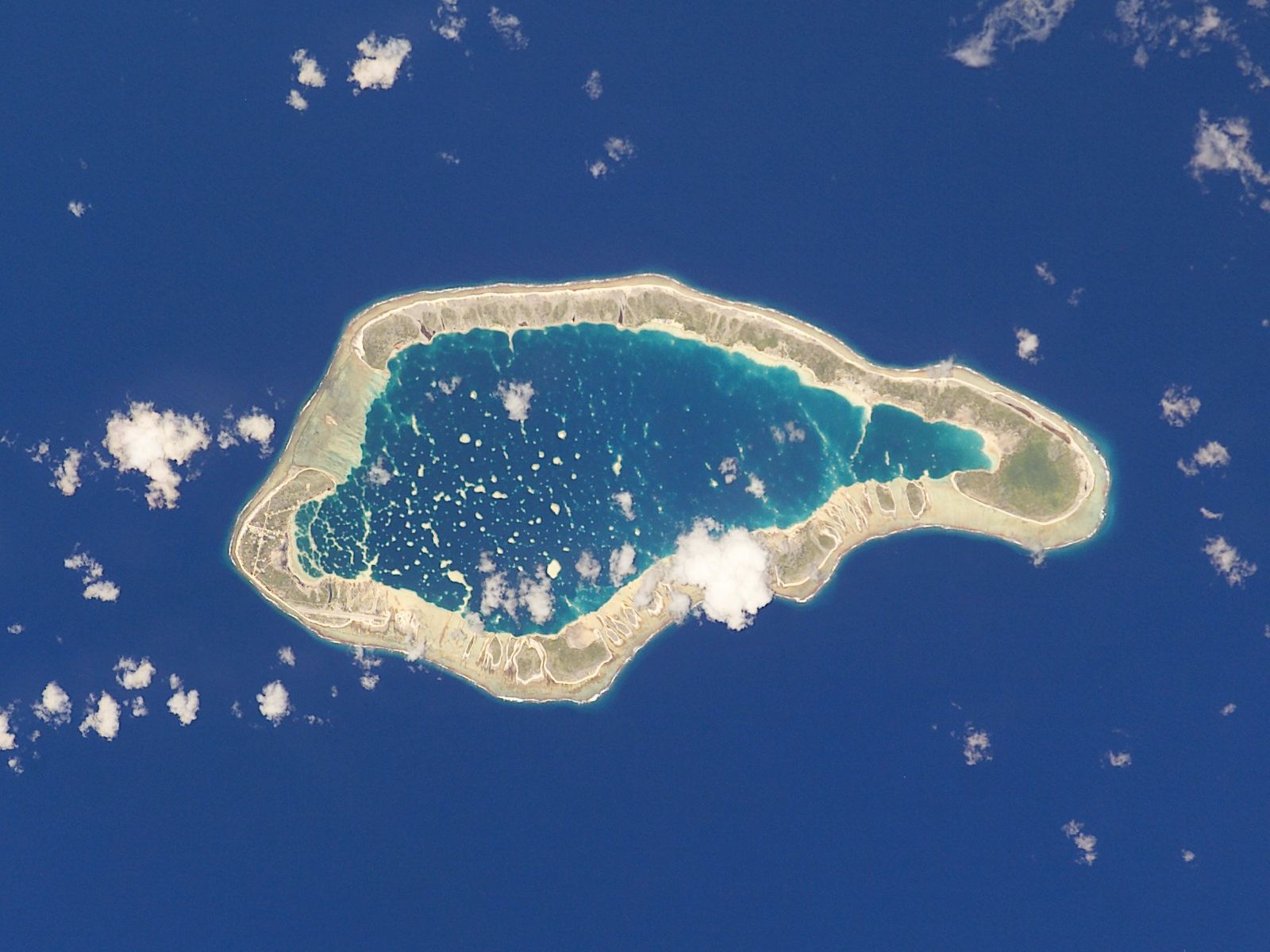
Космический снимок атолла

Атолл имеет форму треугольника. Длина Напука составляет 7 км, ширина — 3,5 км. В атолле отсутствуют какие-либо проходы для лодок и кораблей. В центральной части лагуны расположены 32 небольших островка, или моту. Длина лагуны составляет 9 км, ширина — 3 км.

## История
Остров был открыт 7 июня 1765 года британским адмиралом Джоном Байроном, дедом известного поэта. В начале XX века на Напука были высажены кокосовые плантации, основным занятием местных жителей стало производство копры.

## Административное деление
В настоящее время атолл является административным центром коммуны, включающей также соседний атолл Тепото Северный, которая входит в состав административного подразделения Туамоту-Гамбье.
| Остров или риф  | Площадь суши, км² | Площадь лагуны, км² | Население, чел. (2007) | Административный центр |
| --------------- | ----------------- | ------------------- | ---------------------- | ---------------------- |
| Напука          | 8                 | 18                  | 271                    | Тепукамаруиа           |
| Тепото Северный | 2                 | —                   | 44                     | Техекега               |
| Коммуна Напука  | 10                | 18                  | 315                    | Тепукамаруиа           |

## Население
В восточной части атолла, на моту Огоио, расположена деревня Тепукамаруиа (там же находится и аэродром). В 2007 году население Напука составляло 271 человек.